# Kvinna i grönt
Kvinna i grönt (originaltitel Grafarþögn) är en prisbelönad isländsk kriminalroman av Arnaldur Indriðason som gavs ut 2004. Originalet på isländska gavs ut 2001.

## Handling
Det hela börjar när ett barn hittar en bit av ett mänskligt skelett i deras trädgård, vid ett par vinbärsbuskar som verkar har legat där sedan andra världskriget. Kriminalpolisen Erlendur Sveinsson får i uppdrag att ta reda på vem mördaren är, om den personen fortfarande lever. Samtidigt som han utreder mordet försöker han väcka sin missbrukande gravida dotter ur hennes koma.
Man får också en inblick om en mystisk familj som levde för länge sedan. Mannen i familjen var alkoholist och misshandlade både barn och hustru. Erlendur får tips om en "Kvinna i grönt" av en äldre man som bodde nära skelettets fyndplats. Kvinnan som alltid var klädd i grönt sågs ofta i området och Erlendur letar upp kvinnan och listar till sist ut vem mördaren och offret är.

## Priser
- 2003: Glasnyckeln
- 2005: The Gold Dagger

1. ↑  läs online, www.scandinavianbooks.com , läst: 11 juli 2019.[källa från Wikidata]